# 레테네구

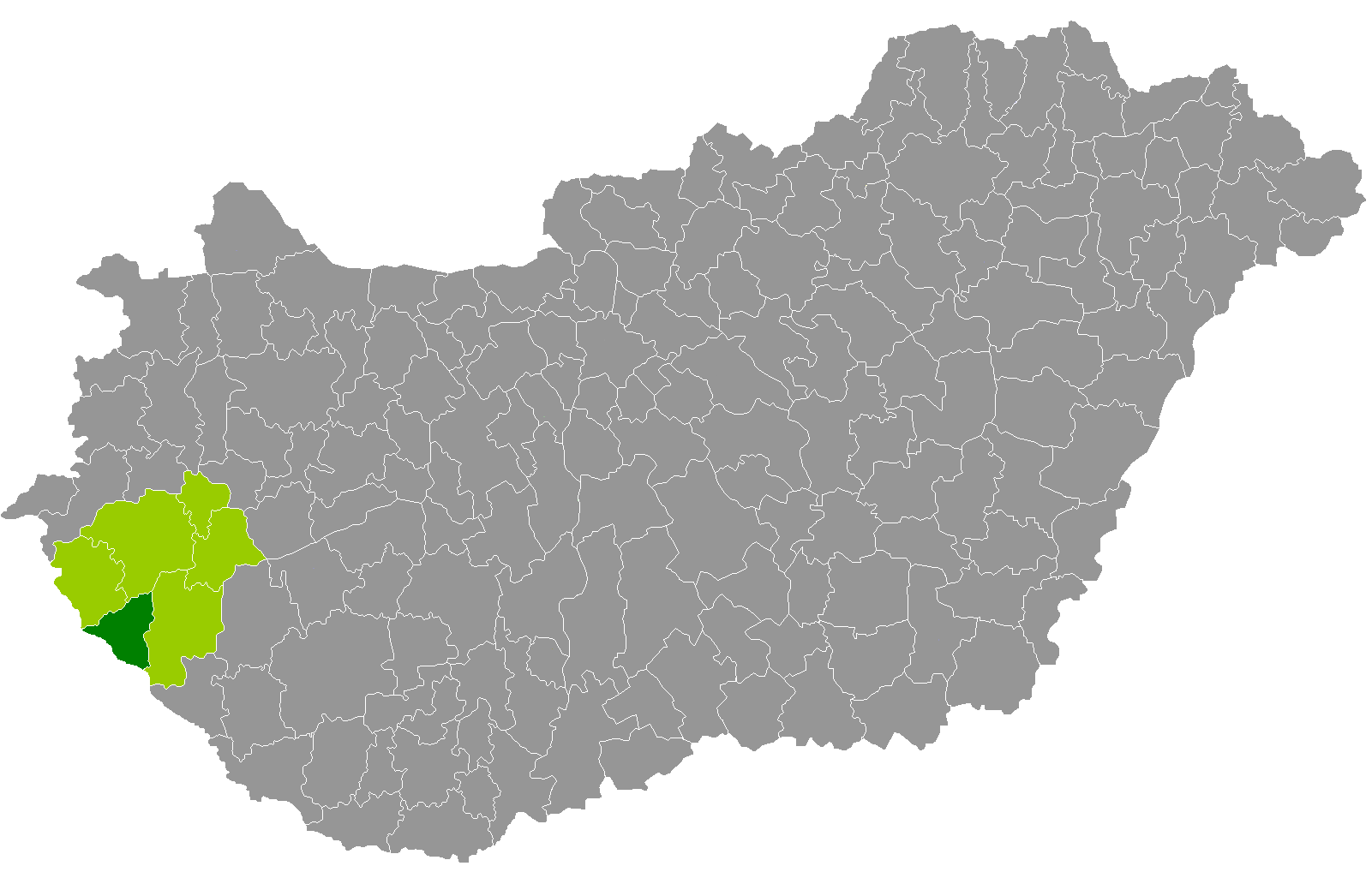
절러주 지도에 표시된 레테네구의 위치

레테네구(헝가리어: Letenyei járás)는 헝가리 절러주에 위치한 구로 구청 소재지는 레테네이며 면적은 388.69km2, 인구는 16,410명(2011년 기준), 인구 밀도는 42명/km2이다.
북서쪽으로는 렌티구, 북쪽으로는 절러에게르세그구, 동쪽으로는 너지커니저구와 접하며 남서쪽으로는 크로아티아, 슬로베니아와 국경을 접한다. 27개 지방 자치체(1개 시, 26개 마을)를 관할한다.

구 문장